# فرسایش یخچالی

پهنه فعالیت فرسایش یخچالی در شکل‌گیری دریاچه کوهستانی و سیرک یخچالی.

فرسایش یخچالی (انگلیسی: Plucking) پدیده‌ای مرتبط با یخچال طبیعی است که عامل هوازدگی و فرسایش قطعات سنگ بستر به‌ویژه قطعات درشت و بزرگ آن است. این پدیده بیشتر در یخچال‌های درّه‌ای روی می‌دهد. هنگامی که یخچال به سمت پایین دره حرکت می‌کند، اصطکاک باعث ذوب یخ قاعده یخچال شده و آب ناشی از ذوب یخ در درز و ترک‌های سنگ بستر نفوذ می‌کند. عمل انجماد و ذوب یخ بزرگ‌تر و گسترده‌تر شده یا با تغییر حجم یخ و آب در طول مرحله انتقال (شکلی از گوه‌بندی هیدرولیکی) باعث ایجاد ترک‌های بیشتر در سنگ بستر می‌شود و به تدریج پایداری سنگ‌های بین درزه‌ها کاهش می‌یابد. این فرایند باعث تولید قطعات سنگی بزرگ به نام بلوک‌های درزه‌ای می‌شود. در نهایت این بلوک‌های درزه‌ای ناپایدار شده و در یخچال به دام می‌افتند.